# Thành Phụng
Thành Gia Định hay còn được gọi là Phụng Thành, Phượng Thành là tên một tòa thành cổ của Việt Nam do vua Minh Mạng ra lệnh xây mới sau khi thành Bát Quái bị phá dỡ. Thành tồn tại từ năm 1836 đến 1859 thì bị phá hủy khi người Pháp chiếm được thành từ tay quan quân nhà Nguyễn.

## Lịch sử
Năm 1830, Lê Văn Duyệt cho sửa thành Bát Quái. Tiếc thay việc sửa thành, cộng thêm tư thù khi còn trẻ với Lê Văn Duyệt (Lê Văn Duyệt đã cho xử chém Huỳnh Công Lý, cha đẻ một quý phi được vua Minh Mạng sủng ái), vua Minh Mạng đã vu cho ông tội nhị tâm (hai lòng) cho quân sang bằng mồ mả sau khi Lê Văn Duyệt mất làm Lê Văn Khôi, con nuôi của Lê Văn Duyệt, nổi loạn, đánh chiếm lấy thành Bát Quái và biến nơi đây thành căn cứ chính cho vuộc nổi dậy của mình từ năm 1833 đến 1835. Sau khi đánh bại Lê Văn Khôi vào năm 1835, vua Minh Mạng đã cho phá thành Bát Quái để xây thành mới năm 1836.
Thành mới có tên là Thành Phụng hay thành Gia Định được xây dựng ở Đông Bắc thành cũ.

Theo Thực lục:
Bính Thân, Minh Mệnh năm thứ 17 [1836] ... Xây đắp lại tỉnh thành Gia Định (ở thôn Hoà Mỹ, huyện Bình Dương). Trước đây, nghịch tặc đã yên, bộ Công bàn, cho rằng thành cũ cao rộng quá, nghĩ nên giảm bớt đi cho hợp thể chế. (Thành cũ, thông thuỷ rộng 127 trượng 5 tấc, thân thành cao 14 thước 5 tấc, dày 5 trượng ; trên bức nữ tường có khoét lỗ châu mai bắn súng. Hào rộng 6 trượng ; 8 cửa thành và 3 mặt tả, hữu, hậu. Ngoài các cửa lại có thành dương mã, đào thêm 1 lần hào. Nay giảm đi : lòng thành thông thuỷ rộng 90 trượng, thân thành chu vi 484 trượng, cao 10 thước 3 tấc, dày 1 trượng 8 thước ; bề ngoài xây đá, trên rộng 1 thước 8 tấc, dưới rộng 5 thước 1 tấc ; mở 4 cửa. Hào rộng 3 trượng 5 thước, sâu 7 thước. Còn cửa pháo môn và thành dương mã đều bỏ cả). Sai giám thành hội với tỉnh thần cùng xem địa thế, rồi chuẩn cho dời đặt ở góc đông bắc thành cũ (Địa thế nơi này vuông và ngay ngắn, tả hữu hơi bằng phẳng, phía trước thấp, phía sau cao. Tiền giang sâu rộng, nước chảy uốn quanh ôm lấy). Trước vì việc lấp hào còn bận rộn nên hoãn lại ; đến bấy giờ mới sắc sai bộ đưa kiểu mẫu đã ấn định, điều động quân và dân 4 tỉnh Gia Định, Biên Hòa, Vĩnh Long, Định Tường, 10000 người, khởi công xây đắp. (Gia Định: 2000 lính, 3000 dân ; Vĩnh Long, Định Tường : quân, dân đều 2000; Biên Hòa: quân, dân đều 500). Lại sai Tổng đốc Long – Tường là Đoàn Văn Phú hiệp cùng Tổng đốc Định – Biên là Nguyễn Văn Trọng trông nom công việc, khởi công nhằm thượng tuần tháng 11. Quan lại và phủ huyện, thưởng trước cho tiền, lương 1 tháng ; lính, mỗi tháng cấp tiền 2 quan, gạo 1 phương. Vua dụ rằng : “Phen này xây đắp, việc là việc sửa sang chốn biên cương. Phải động dụng đến sức người cũng là sự bất đắc dĩ. Lũ ngươi, Nguyễn Văn Trọng, Đoàn Văn Phú, cho chí các ngươi chuyên biện, khán biện, nên cố sức thừa hành, cốt mong cho vật liệu được tốt, việc làm được bền, để xứng đáng với trách nhiệm đã uỷ thác”. Được 2 tháng, thành xây xong. Vua sai phát 1000 tiền kho, sắm sửa trâu, rượu, thết đãi các văn võ quan, dân. Lại thưởng cho từ đổng lý đến các người chuyên biện, thừa biện : gia cấp, kỷ lục, sa, đoạn và kim tiền lớn, nhỏ. Thưởng cho biền binh mỗi người 1 tháng tiền, lương ; dân, phu mỗi người 1 quan tiền.
Ngày 17 tháng 2 năm 1859, quân Pháp mở cuộc tấn công thành thành Gia Định và một ngày sau thì chiếm được thành. Án sát Lê Tứ, Hộ đốc Vũ Duy Ninh tự vẫn, Đề đốc Trần Trí, Bố chính Vũ Thực và Lãnh binh Tôn Thất Năng đem quân rút về Tây Thái, huyện Bình Long.
Ngày 8 tháng 3 năm 1859, quân Pháp đốt cháy kho tàng, phá hủy thành và rút ra để tránh quân triều đình nhà Nguyễn tấn công đánh chiếm lại thành. Dấu tích duy nhất còn lại đến ngày nay là bức tranh vẽ ảnh thực dân Pháp tấn công thành và những tàn tích dọc đường Đinh Tiên Hoàng về phía gần xưởng Ba Son.
Sau khi chiếm được toàn bộ Nam Kỳ, chính quyền thực dân Pháp xây dựng tại đây căn cứ của Trung đoàn dã chiến Nam Kỳ (Régiment de marche de Cochinchine), được thành lập năm 1869 Trại được xây dựng bằng nhiều vật liệu sắt và gạch phá dỡ từ thành Gia Định cũ. Người bình dân bấy giờ thường gọi là trại Săng-đá (đọc trại từ soldat mà ra). Năm 1890, Trung đoàn dã chiến Nam Kỳ được tổ chức lại, phân thành các trung đoàn bộ binh hải quân (régiments d'infanterie de marine) số 9, 10 và 11. Căn cứ này được chuyển thuộc quyền sử dụng của Trung đoàn bộ binh hải quân thứ 11 (11ème régiment d'infanterie de marine - 11ème RIM). Người bình dân bấy giờ thường gọi căn cứ của trung đoàn này là trại Ông-dèm hoặc thành Ông-dèm, đọc trại từ onzième trong tiếng Pháp nghĩa là thứ 11.
Sau khi người Pháp rút khỏi Đông Dương, chính phủ Việt Nam đã cho đổi tên trại Ông-dèm thành thành Cộng Hòa. Sau cuộc đảo chính ngày 1 tháng 11 năm 1963 thành Cộng Hòa bị phế bỏ. Hiện khu vực này bao gồm Sân vận động Hoa Lư, Đài Truyền hình Thành phố Hồ Chí Minh, Trường Cán bộ Quản lý nông nghiệp và Đại học Khoa học Xã hội và Nhân văn.

## Kiến trúc

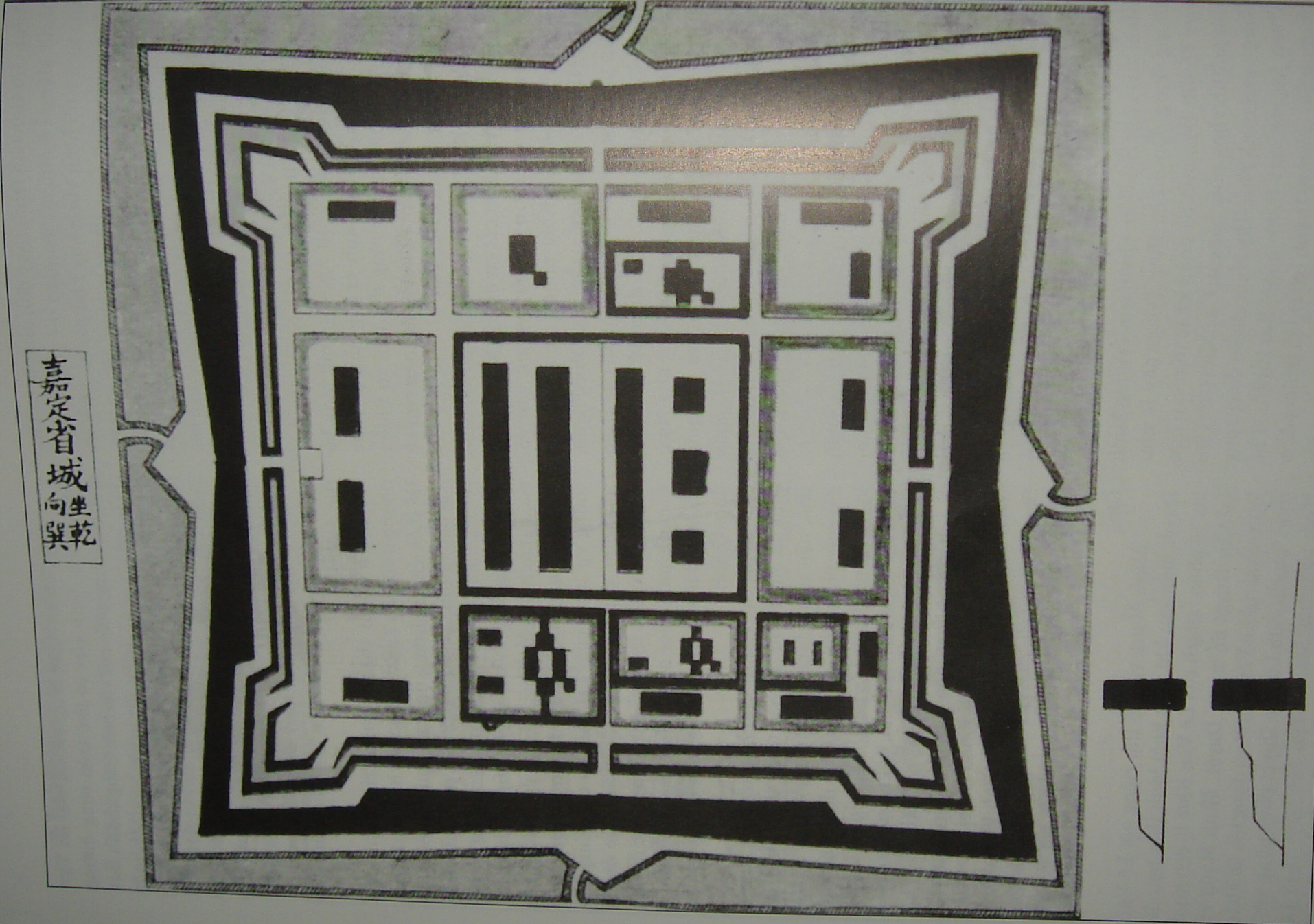
Sơ đồ Thành Gia Định

Thành Gia Định mới cũng được xây dựng theo kiến trúc Vauban nhưng nhỏ hơn nhiều, dễ bị bắn phá hơn và chỉ có bốn pháo đài bốn góc so với tám pháo đài của thành Bát Quái cũ. Tường thành cao 20 m dài trên 475 m được làm từ đá granite, gạch và đất. Xung quanh thành có hào nước bao bọc.